# Копенгагенське перемир'я
Копенгагенське перемир'я 1537 року завершило Данську війну, відому також як Графська чвара. Офіційного мирного договору не було укладено, проте борг Швеції Ганзейському місту Любеку було скасовано і торговельна монополія Любека у Швеції закінчилася.